# Judit Mascó i Palau
Judit Mascó i Palau (català: Judit Mascó)  (Barcelona, 12 d'octubre de 1969) és una model i presentadora de televisió catalana.

## Origen
Judit Mascó va començar al món de la moda amb 15 anys, va tenir la seva primera actuació als 13 en un anunci de televisió. A més de piano, va estudiar per fer de model a l'escola de models Francina, fundada per Francina Díaz Mestre. Les seves primeres actuacions van ser a les passarel·les de Milà, París o Nova York.

## Carrera de model
Amb la internacionalització de la seva carrera, va desfilar per dissenyadors com Armani, Dolce & Gabbana, Valentino, Max Mara, Carolina Herrera, Escada, Sportmax, Byblos, Loewe o Anne Klein. Amb molts d'ells va protagonitzar-ne les campanyes publicitàries.
L'esclat definitiu de la seva carrera es va produir el 1990, quan va protagonitzar l'especial de bany de la revista Sports Illustrated. També ha estat portada de les revistes Vogue (EUA) (única model de nacionalitat espanyola que ho ha estat), Elle (en les edicions francesa, canadenca, estatunidenca, espanyola, sueca i italiana), Harper's Bazaar, Cleo, Glamour (EUA), Marie Claire, Telva, Ocean Drive, New Woman o Amica. Ha treballat amb importants fotògrafs, com ara Hans Feurer, Gilles Bensimon, Ellen von Unwerth, Bruce Weber, Oliviero Torcani, Steven Meisel, Outumuro, Fabrizio Ferri, Albert Watson o Patrick Demarchelier.
L'any 1992 va ser escollida com a imatge dels Jocs Olímpics de Barcelona.
Ha protagonitzat com a actriu secundària alguna pel·lícula i ha publicat dos llibres (El libro de Judit Mascó i Modelo).
Va deixar les passarel·les internacionals el 1995, però va continuar vinculada al món de la moda, apareixent, per exemple, a la Passarel·la Gaudí de Barcelona. Tot i això, continua fent campanyes de publicitat i reportatges fotogràfics. També ha treballat com a presentadora de televisió (Supermodelo a Cuatro o Els 25 a TV3).

## Vida privada
Es va casar a l'ermita del castell de Sant Lluís de Rístol amb l'advocat Eduard Vicente el 1993 i és mare de quatre nenes: Maria, Paula, Romitha i Clara.
També ha tingut una pròdiga participació en tasques humanitàries i de voluntariat social, on ha col·laborat amb diferents ONG, com la Fundació de Vicenç Ferrer, i altres entitats, com les Missioneres de la Caritat (orde religiós establert per la Mare Teresa de Calcuta).
És presidenta de la Fundació ARED.

## Premis
L'any 2003 va rebre el «Premio a la Mujer del Año» de la revista Elle, i el 2009 li van concedir el premi Protagonistas per la seva tasca filantròpica.
El 2025 fou inclosa a la llista Forbes de les 100 dones més influents de Catalunya.